# Mangora florestal
Mangora florestal là một loài nhện trong họ Araneidae.
Loài này thuộc chi Mangora. Mangora florestal được Herbert Walter Levi miêu tả năm 2007.